# Rogeria cubensis
Rogeria cubensis é uma espécie de formiga do gênero Rogeria, pertencente à subfamília Myrmicinae.